# Josephine Donovan
Josephine Campbell Donovan (* 10. März 1941 in Manila) ist eine US-amerikanische Autorin und emeritierte Literaturwissenschaftlerin. Sie spezialisierte sich in Tierethik, feministischer kritischer Theorie, Literaturwissenschaft amerikanischer Autorinnen mit Schwerpunkt auf dem 19. Jahrhundert und früher moderner Literatur von Frauen. Ihre Arbeiten wurden ins Japanische, Französisch, Türkische, Schwedische und Chinesische übersetzt.
Josephine Donovan wurde als Kind kurz vor dem Angriff auf Pearl Harbor (Dezember 1941) mit ihrer Mutter von einem US-amerikanischen Stützpunkt auf den Philippinen evakuiert. Ihr Vater blieb zurück und wurde als Captain der US-Army von der japanischen Armee gefangen genommen. 1998 brachte Josephine dessen Memoiren über seine Zeit als Kriegsgefangener heraus.
Donovan schloss 1962 Bryn Mawr College ein Studium der Geschichtswissenschaften mit Auszeichnung ab. Sie arbeitete dann als Reporterin bei einer kleinen Zeitung und als Kopistin bei der Washington Post. Nebenbei besuchte sie einen Autorenkurs an der Columbia University. Ihren Master und PhD in vergleichender Literaturwissenschaft erhielt sie 1967 und 1971 an der University of Wisconsin–Madison. Sie war dann vielfach als Akademikerin angestellt und arbeitete als Herausgeberin für G. K. Hall in Boston. Sie zog sich jedoch von ihrer Anstellung als Professorin für Englisch an der University of Maine, Orono, zurück, um mehr Zeit für ihre Autorinnentätigkeiten aufwenden zu können. Stand 2011 lebte sie an der Küste von Neuengland.

## Werke

### Bücher
Als Autorin
- The Aesthetics of Care. On the Literary Treatment of Animals. Bloomsbury, 2016, ISBN 978-1-5013-1719-4

- Sarah Orne Jewett. Cybereditions, 2002, ISBN 1-877275-35-2.
- Feminist theory: The intellectual traditions. Continuum International Publishing Group, 2000, ISBN 0-8264-1248-3.
- Women and the Rise of the Novel, 1405–1726. St. Martin’s Press, 2000, ISBN 0-312-23097-4.
- Uncle Tom’s cabin: evil, affliction, and redemptive love. Twayne, 1991, ISBN 0-8057-8095-5.
- Gnosticism in modern literature: a study of the selected works of Camus, Sartre, Hesse, and Kafka. Garland, 1990, ISBN 0-8240-0007-2.
- Feminist literary criticism: explorations in theory. University Press of Kentucky, 1989, ISBN 0-8131-0190-5.
- New England Local Color Literature: A Women's Tradition. F. Ungar Pub. Co., 1983, ISBN 0-8044-2138-2.

Als Herausgeberin
- Josephine Donovan (Hrsg.): The feminist care tradition in animal ethics: a reader. Columbia University Press, 2007, ISBN 978-0-231-14039-3 (mit Carol J. Adams).
- William Nelson Donovan (Hrsg.): POW in the Pacific: memoirs of an American doctor in World War II. Scholarly Resources Inc, 1998, ISBN 0-8420-2725-4 (mit Josephine Donovan, Ann Devigne Donovan).
- Josephine Donovan (Hrsg.): Beyond animal rights: A feminist caring ethic for the treatment of animals. Continuum International Publishing Group, 1996, ISBN 0-8264-0836-2 (mit  Carol J Adams).
- Carol J. Adams (Hrsg.): Animals and women: Feminist theoretical explorations. Duke University Press Books, 1995, ISBN 0-8223-1667-6 (mit  Josephine Donovan).
- Josephine Donovan (Hrsg.): Feminist literary criticism: explorations in theory. Univ Pr of Kentucky, 1989, ISBN 0-8131-0190-5 (mit  Barbara A. White, Carolyn Heilbrun, Catharine Stimpson, Barbara Currier Bell, Carol Ohmann, Marcia Holly, Dorin Schumacher, Cheri Register).

### Artikel
- The silence is broken. In: Deborah Cameron (Hrsg.): The Feminist Critique of Language: A Reader. Routledge, 1990, ISBN 0-415-04260-7, S. 41 (books.google.com).
- Josephine Donovan: Beyond the Net: Feminist Criticism as a Moral Criticism. In: Denver Quarterly. 17. Jahrgang, 1983, S. 40–57.
- Josephine Donovan: The pattern of birds and beasts: Willa Cather and women’s art. In: Writing the Woman Artist, ed. Suzanne Jones. Philadelphia: University of Pennsylvania Press. 1991.
- Josephine Donovan: Tolstoy’s Animals. In: Society and Animals. 17. Jahrgang, Nr. 1, 10. März 2008, ISSN 1063-1119, S. 38–52, doi:10.1163/156853009X393756 (ingentaconnect.com).
- Josephine Donovan: Style and Power. In: Feminism, Bakhtin, and the Dialogic. S. 85–94 (google.de).
- Josephine Donovan: Sexual Politics in Sylvia Plath's Short Stories. In: Minnesota Review. 4. Jahrgang, S. 150–157.
- Josephine Donovan: Feminism and Aesthetics. In: Critical Inquiry. 3. Jahrgang, Nr. 3, 1. April 1977, ISSN 0093-1896, S. 605–608.
- Josephine Donovan: The Unpublished Love Poems of Sarah Orne Jewett. In: Frontiers: A Journal of Women Studies. 4. Jahrgang, Nr. 3, 1. Oktober 1979, ISSN 0160-9009, S. 26–31, doi:10.2307/3346145.
- Josephine Donovan: A Woman’s Vision of Transcendence: A New Interpretation of the Works of Sarah Orne Jewett. In: The Massachusetts Review. 21. Jahrgang, Nr. 2, 1. Juli 1980, ISSN 0025-4878, S. 365–380 (coe.edu).
- Aesthetics in Feminist Perspective. Indiana University Press, 1993, ISBN 0-253-11488-8, Everyday Use and Moments of Being, S. 53–66 (books.google.com).
- Josephine Donovan: Toward a Women’s Poetics. In: Tulsa Studies in Women’s Literature. 3. Jahrgang, Nr. 1/2, 1. April 1984, ISSN 0732-7730, S. 99–110, doi:10.2307/463827.
- Josephine Donovan: Sarah Orne Jewett’s Critical Theory: Notes toward a Feminine Literary Mode. In: The Sarah Orne Jewett Journal. 1984 (coe.edu).
- Josephine Donovan: Animal rights and feminist theory. In: Signs. 15. Jahrgang, Nr. 2, 1990, S. 350–375.
- Josephine Donovan: Reply to Noddings. In: Signs. 16. Jahrgang, Nr. 2, 1. Januar 1991, ISSN 0097-9740, S. 423–425.
- Josephine Donovan: Women and the Rise of the Novel: A Feminist-Marxist Theory. In: Signs. 16. Jahrgang, Nr. 3, 1. April 1991, ISSN 0097-9740, S. 441–462.
- Josephine Donovan: Jewett and Swedenborg. In: American Literature. 65. Jahrgang, Nr. 4, 1. Dezember 1993, ISSN 0002-9831, S. 731–750, doi:10.2307/2927290.
- Josephine Donovan: Comment on George’s “Should Feminists Be Vegetarians?” In: Signs. 21. Jahrgang, Nr. 1, 1. Oktober 1995, ISSN 0097-9740, S. 226–229.
- Josephine Donovan: A Source for Stowe’s Ideas on Race in “Uncle Tom’s Cabin”. In: NWSA Journal. 7. Jahrgang, Nr. 3, 1. Oktober 1995, ISSN 1040-0656, S. 24–34.
- Josephine Donovan: From Avenger to Victim: Genealogy of a Renaissance Novella. In: Tulsa Studies in Women’s Literature. 15. Jahrgang, Nr. 2, 1. Oktober 1996, ISSN 0732-7730, S. 269–288, doi:10.2307/464137.
- Josephine Donovan: Women and the Framed-Novelle: A Tradition of Their Own. In: Signs. 22. Jahrgang, Nr. 4, 1. Juli 1997, ISSN 0097-9740, S. 947–980.
- Josephine Donovan: Ecofeminist Literary Criticism: Theory, Interpretation, Pedagogy. University of Illinois Press, 1998, ISBN 0-252-06708-8, Reading the Orange, S. 74–96 (books.google.de).
- Josephine Donovan: Jewett on Race, Class, Ethnicity, and Imperialism: A Reply to Her Critics. In: Colby Quarterly. 38. Jahrgang, Nr. 4, 2002, S. 7 (colby.edu).
- Josephine Donovan: Local-Color Literature and Modernity: The Example of Jewett. In: Tamkang Review. 38. Jahrgang, Nr. 1, 2007, S. 7–26.
- Josephine Donovan: Feminist Style Criticism. In: Images of Women in Fiction. S. 339–52.
- Josephine Donovan, Joyce W. Warren: The (Other) American Traditions: Nineteenth-Century Women Writers. Rutgers University Press, New Brunswick 1993, ISBN 0-8135-1911-X, Breaking the sentence: Local-color literature and subjugated knowledges, S. 226–43.
- Josephine Donovan: Nan Prince and the Golden Apples. In: Colby Quarterly. 22. Jahrgang, Nr. 1, 1986, S. 4 (colby.edu).

Kurzgeschichten
- Josephine Donovan: The Hunt. In: Between the Species. 13. Jahrgang, Nr. 10, 2010, S. 13 (calpoly.edu).
- Josephine Donovan: The Pig Roast. In: Between the Species. 13. Jahrgang, Nr. 8, 2008, S. 10 (calpoly.edu).
- Josephine Donovan: At the Seashore. In: Between the Species. 13. Jahrgang, Nr. 5, 2005, S. 1 (calpoly.edu).

Enzyklopädie-Artikel
- Feminism. In: The Edinburgh Companion to Twentieth-Century Philosophies. Edinburgh University Press, Edinburgh 2007, ISBN 978-0-7486-2097-5.
- Rose Terry Cooke, Mary E. Wilkins Freeman, Elizabeth Stuart Phelps, Celia Thaxter und Elizabeth Stuart Phelps Ward. In: Encyclopedia of American Literature. Continuum International Publishing Group, New York 1999, ISBN 0-8264-1052-9.
- Brilliana Harley, Lucy Hutchinson, Delariviere Manley und Mary Russell Mitford. In: Encyclopedia of British Women Writers. Garland, New York 1998, ISBN 0-8135-2543-8.
- Local Colorists. In: Women’s Studies Encyclopedia (= Literature, Arts and Learning). Greenwood Press, Westport 1990, ISBN 0-313-31073-4.
- Rose Terry Cooke. In: Dictionary of Literary Biography (= American Short Story Writers before 1880). Gale Research, Detroit 1990.
- Annie Adams Fields, Louise Imogen Guiney, Sarah Orne Jewett, Lucy Larcom und Celia Thaxter. In: American Women Writers: A Critical Reference Guide. Band 2 und 4. Ungar, New York 1982, ISBN 0-8264-0603-3.